# Ivoz-Ramet
Ivoz-Ramet és una entitat del municipi de Flémalle, a la província de Lieja de la regió valona de Bèlgica. Fins al 1977 era un municipi independent.

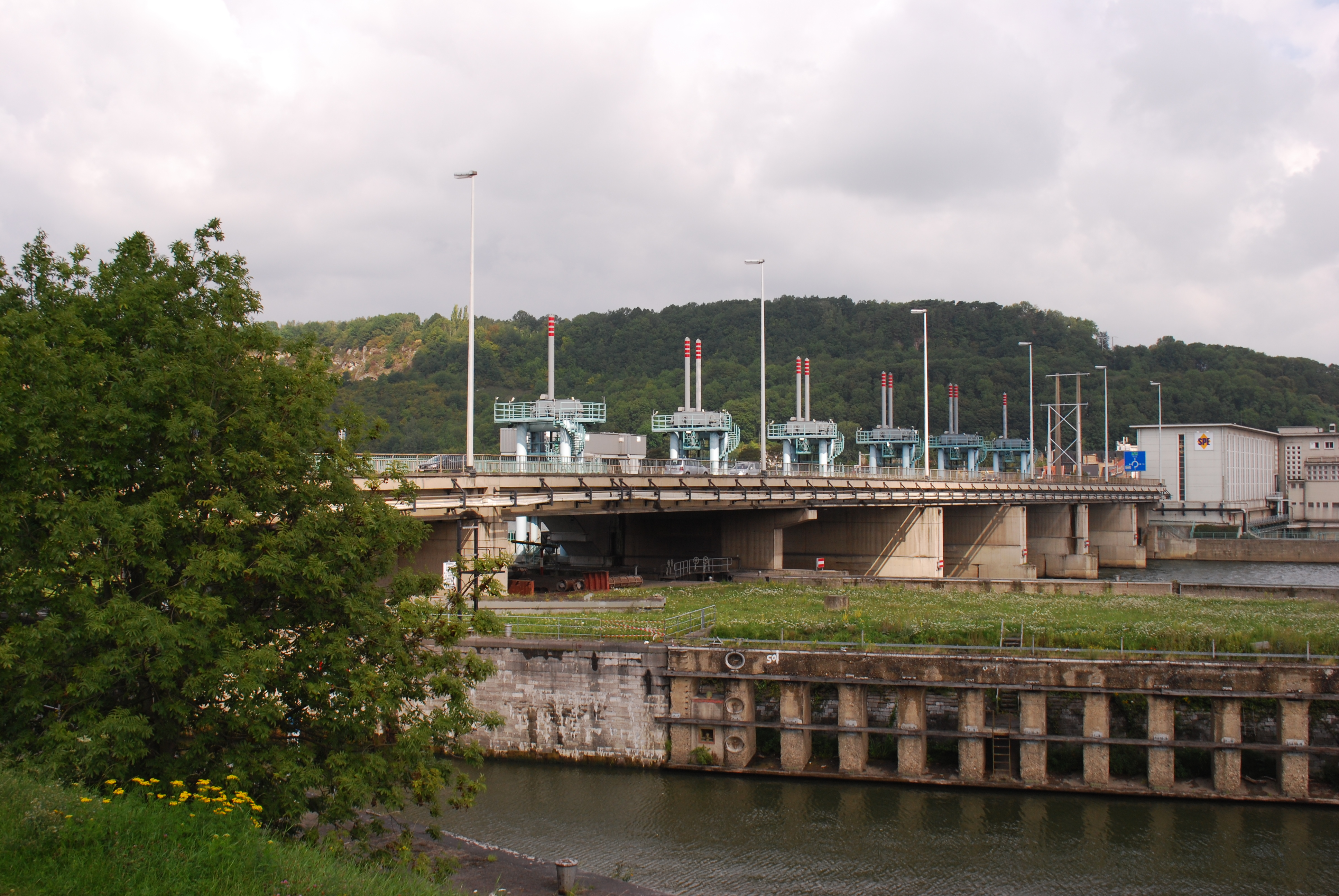
Pont i presa al Mosa

Es troba al marge dret del Mosa. Hom hi troba la presa d'Ivoz-Ramet i la resclosa que asseguren la navegabilitat del riu. La població es concentra a la part baixa, prop del riu. Més de la meitat de la superfície, sobretot a l'altipla és fet de bosc, del qual el punt més alt es troba a 220 m.

## Història

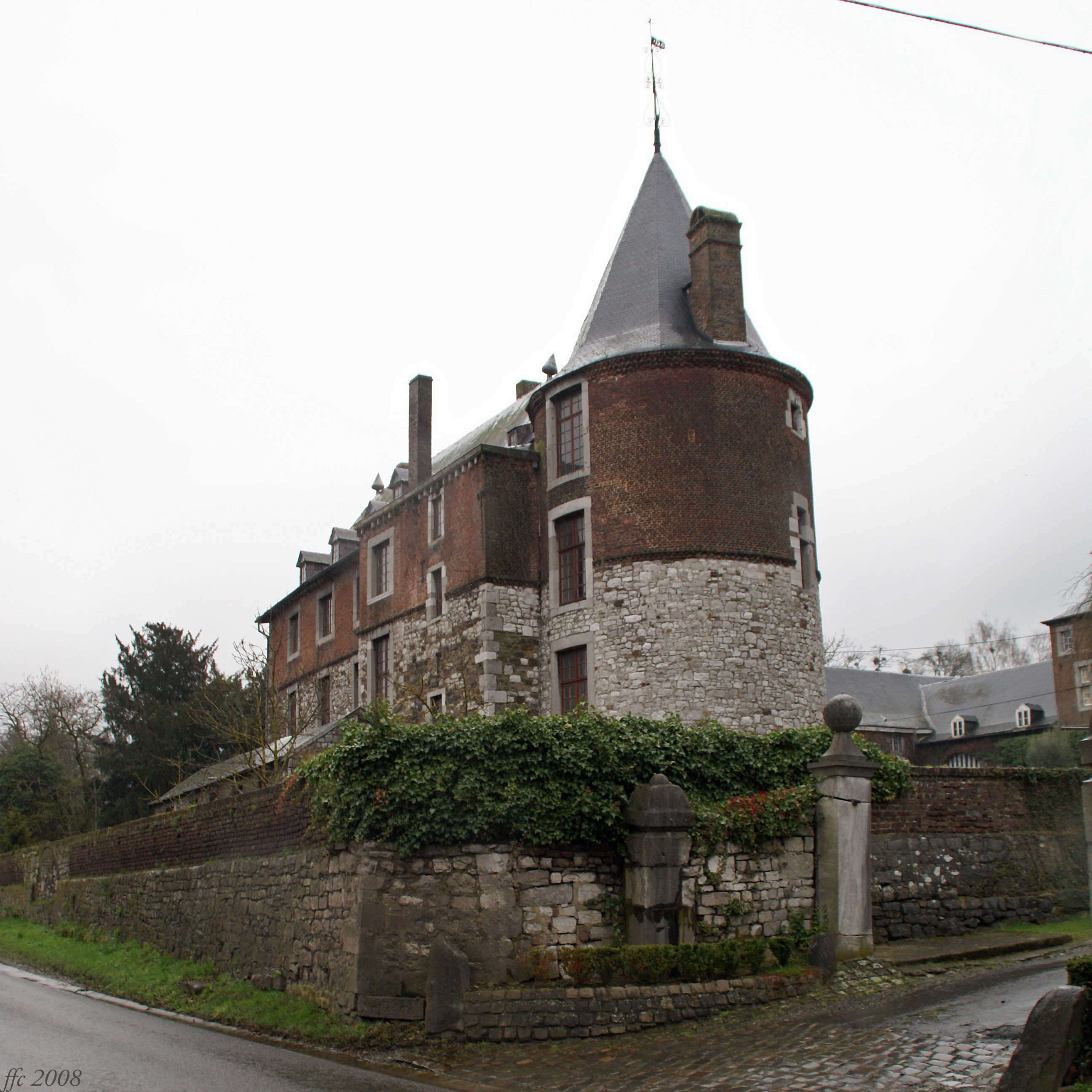
Castell de Ramet

Al nucli Ramioul s'ha descobert el 1829 una cova prehistòrica. Recentment, hom va organitzar-hi un museu interactiu, el Préhistosite, al qual es reconstrueix la vida de la gent que vivia a la cova.
Fins a la fi de l'antic règim, el nucli d'Ivoz era una possessió de l'abadia de Val Saint-Lambert que va comprar-lo del capítol de la catedral de Sant Lambert de Lieja l'any 1261. Ramet pertanyia a la col·legiata de Sant-Pau de la mateixa ciutat. Al segle xi, Ramioul i el nucli Sart le Diable formaven un feu franc de Jofré de Bouillon. Aquest va donar-lo a l'església Sant-Servaci de Maastricht qui més tard va vendre'l a l'abadia de Val Saint-Lambert, una abadia molt important al principat de Lieja. Els pobles rurals, «sense història» van viure segons les vel·leïtats dels seus senyors. Durant l'annexió francesa es va crear el municipi Ivoz-Ramet al departament de l'Ourte, una divisió administrativa que el 1815, el Regne Unit dels Països Baixos i el 1830 el regne de Bèlgica van mantenir.
El 1961, el sindicalista André Renard del sindicat socialista FGTB, va pronunciar-hi una conferència important al qual explicava la necessitat de més d'autonomia econòmica per al desenvolupament de la Valònia de la gran vaga belga de l'hivern 1960-1961 contra la llei única (Eenheidswet) proposada per en Gaston Eyskens. Aquest discurs significa un revolt crucial de la història del moviment való i l'evolució de l'estat belga d'un estat unitari a un estat federal.
Prop del pont es troba un polígon industrial d'unes 21 hectàrees.

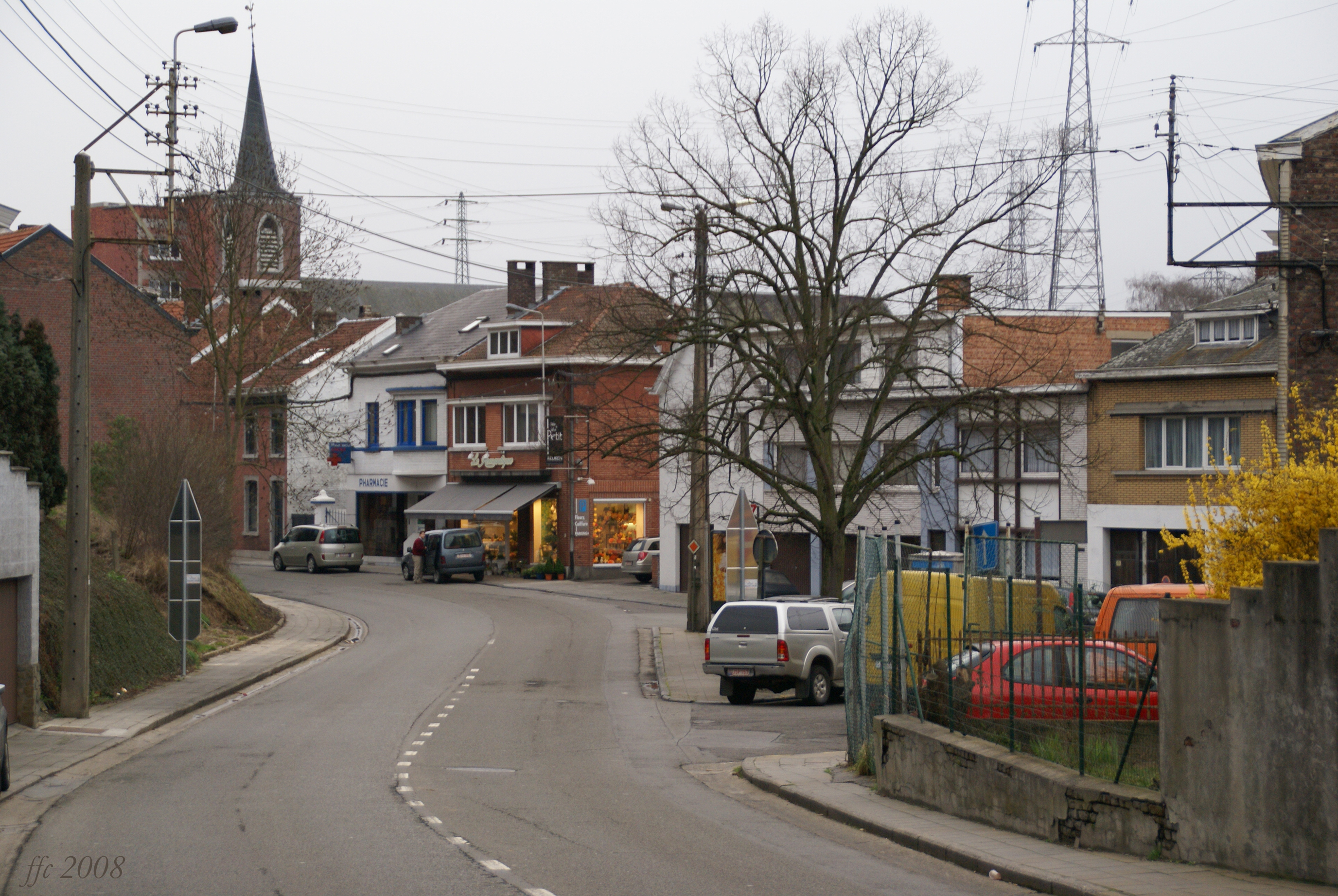
El carrer major d'Ivoz
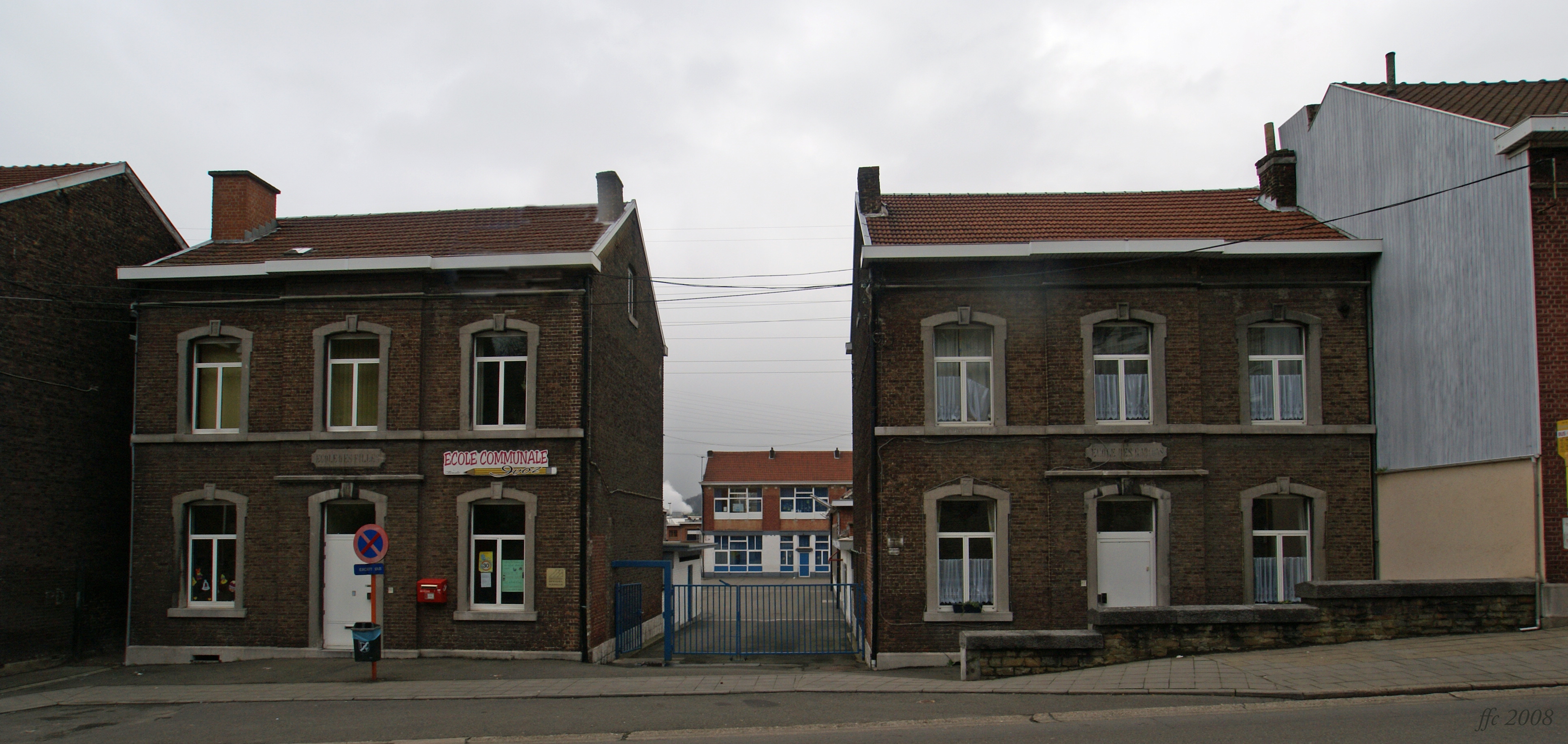
Escola municipal d'Ivoz
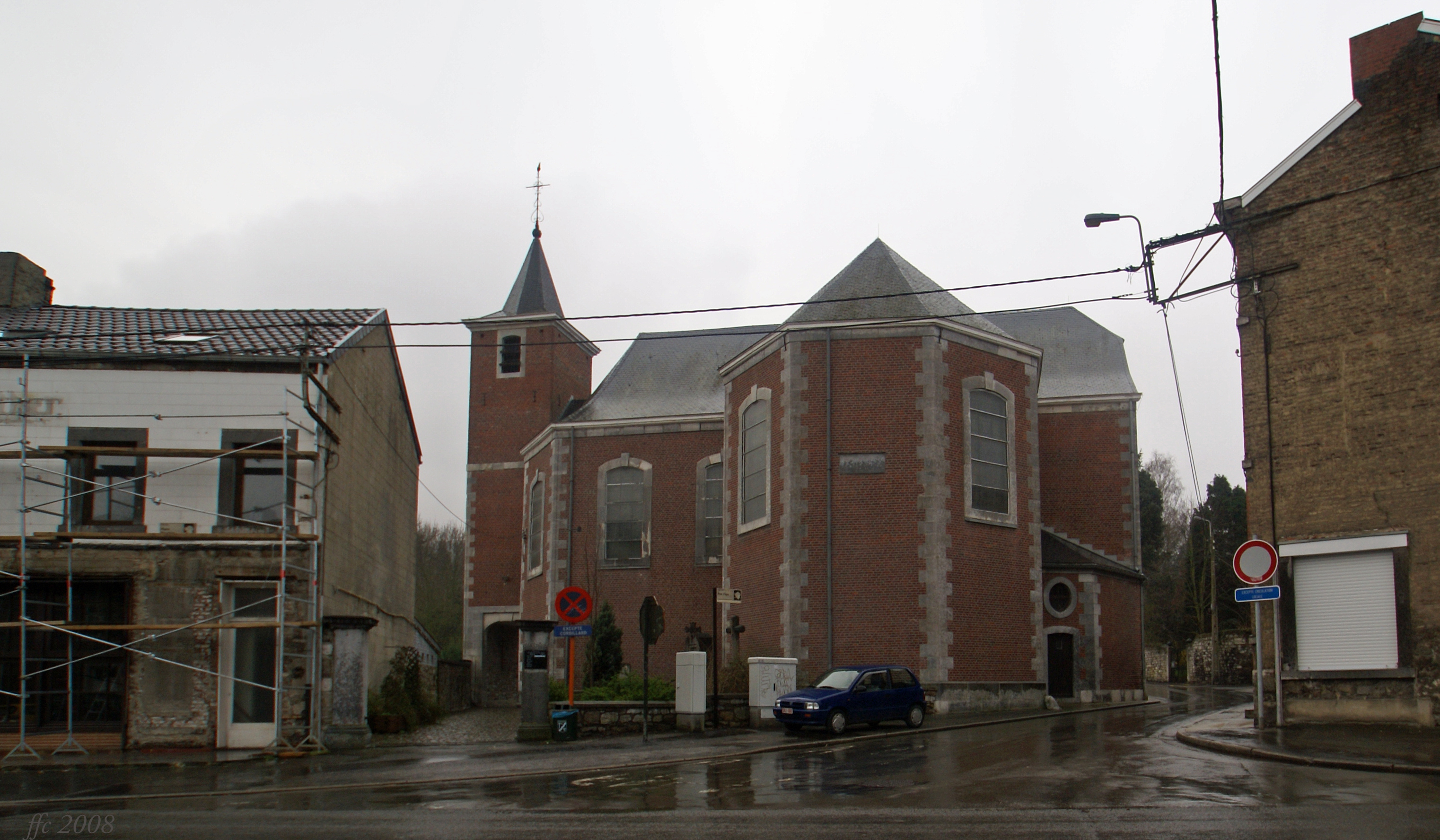
Església Sants Pere i Pau a Ramet
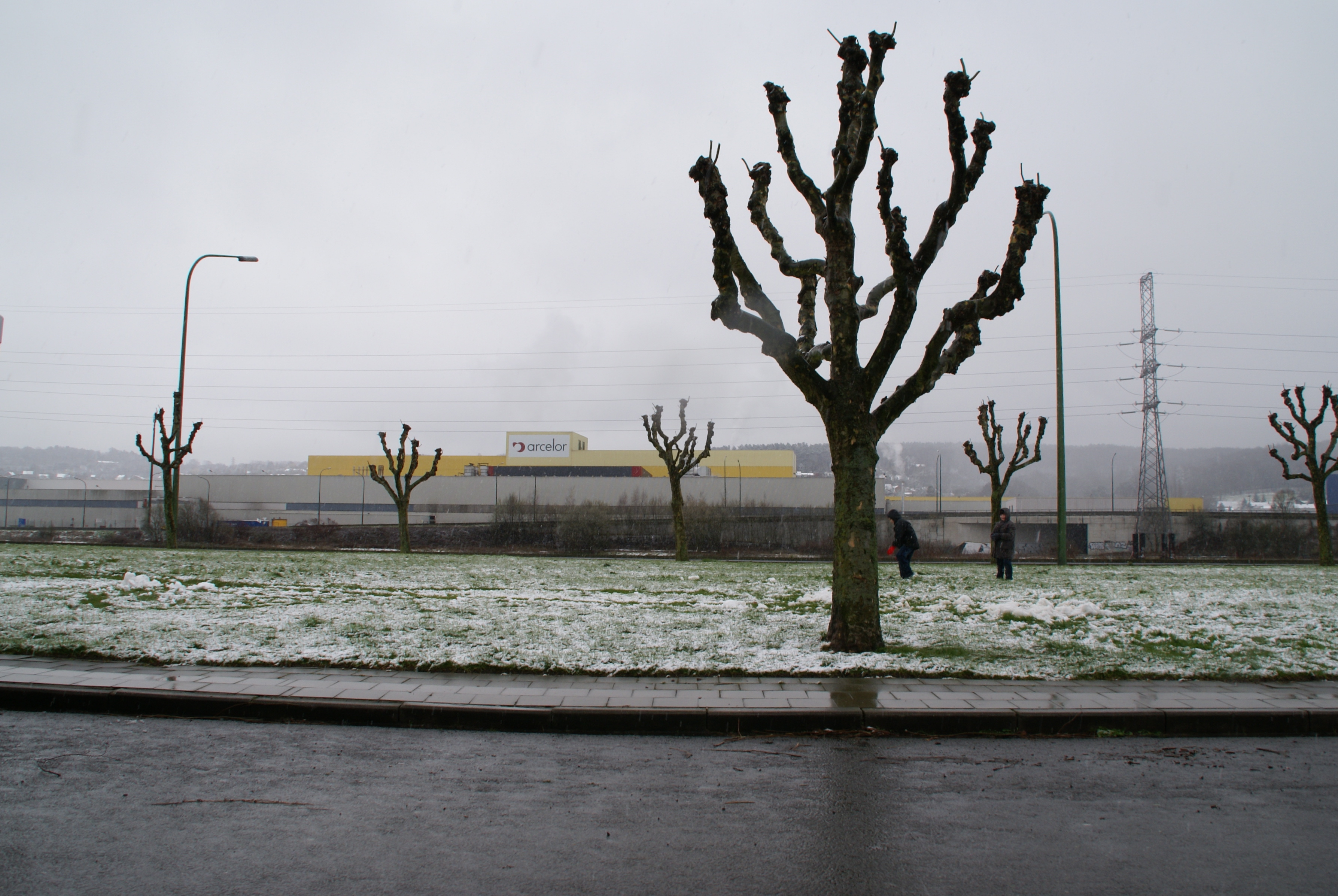
La fàbrica d'Arcelor vist des de Chokier

## Monuments i curiositats
- La Châtaigneraie, centre való d'art contemporani
- El castell de la Croix de Saint-Hubert
- El castell de Ramioul
- El castell de Ramet
- L'església Sants Pere i Pau de Ramet